# Светско првенство у пливању 2024 — 400 м мешовито за жене
Пливачке трке у дисциплини 400 метара мешовитим стилом за жене на Светском првенству у пливању 2024. одржане су 18. фебруара (квалификације и финале) као део програма Светског првенства у воденим спортовима. Трке су се одржавале у базену спортског комплекса Aspire Dome у катарском граду Дохи.
За трке у овој дисциплини биле су пријављене 22 такмичарке из 20 земаља. Титулу светске првакиње освојила је Британка Фреја Колберт, Анастасија Горбенко из Израела је била сребрна, док је бронзу освојила Сара Франчески из Италије.

## Освајачи медаља
|                    | Резултат |                           | Резултат   |                      | Резултат |
|                    |          |                           |            |                      |          |
| Фреја Колберт (ВБ) | 4:37.14  | Анастасија Горбенко (ИЗР) | 4:37.36 НР | Сара Франчески (ИТА) | 4:37.86  |

## Званични рекорди
Пре почетка такмичења званични рекорди у овој дисциплини су били следећи:
| Рекорд                         | Име                  | Резултат | Место            | Датум          |
| ------------------------------ | -------------------- | -------- | ---------------- | -------------- |
| Светски рекорд СР              | Самер Макинтош (КАН) | 4:25.87  | Торонто (Канада) | 1. април 2023. |
| Рекорд светских првенстава РПр | Самер Макинтош (КАН) | 4:27.11  | Фукуока (Јапан)  | 30. јул 2023.  |

## Резултати квалификација
За такмичење у тркама на 400 метара мешовитим стилом за жене биле су пријављене 22 такмичарки из 20 земаља, а свака од земаља имала је право на максимално две представнице у овој дисциплини. Пливало се у 3 квалификационе групе, а директан пласман у финале остварило је 8 пливачица са најбољим резултатима квалификација. Квалификационе трке су пливане 18. фебруара са почетком од 9.50 по локалном времену.
| Пл. | Група | Стаза | Пливачица            | Репрезентација   | Време          | Нап.           |
| --- | ----- | ----- | -------------------- | ---------------- | -------------- | -------------- |
| 1.  | 2     | 7     | Теса Чеплуча         | Канада           | 4:40.80        | КВ             |
| 2.  | 2     | 2     | Ања Цревар           | Србија           | 4:41.11        | КВ             |
| 3.  | 3     | 4     | Фреја Колберт        | Велика Британија | 4:42.33        | КВ             |
| 4.  | 2     | 5     | Сиријел Дуамел       | Француска        | 4:42.68        | КВ             |
| 5.  | 3     | 6     | Анастасија Горбенко  | Израел           | 4:42.79        | КВ             |
| 6.  | 2     | 6     | Ичика Каџимото       | Јапан            | 4:42.85        | КВ             |
| 7.  | 2     | 3     | Богларка Капаш       | Мађарска         | 4:43.53        | КВ             |
| 8.  | 2     | 4     | Сара Франчески       | Италија          | 4:43.61        | КВ             |
| 9.  | 3     | 2     | Лајла Богнар         | Сједињене Државе | 4:44.22        |                |
| 10. | 3     | 5     | Ела Јансен           | Канада           | 4:44.93        |                |
| 11. | 3     | 0     | Кристен Романо       | Порторико        | 4:45.78        |                |
| 12. | 2     | 8     | Мао Јихан            | Кина             | 4:46.88        |                |
| 13. | 3     | 1     | Кајла Хан            | Сједињене Државе | 4:47.12        |                |
| 14. | 3     | 7     | Агостина Ејн         | Аргентина        | 4:47.45        |                |
| 15. | 3     | 8     | Габријеле Ронкато    | Бразил           | 4:48.44        |                |
| 16. | 3     | 9     | Зузана Фамулок       | Пољска           | 4:48.53        |                |
| 17. | 2     | 1     | Камончанок Кванмуанг | Тајланд          | 4:49.11        |                |
| 18. | 2     | 0     | Сјанди Чуа           | Филипини         | 4:51.01        |                |
| 19. | 3     | 3     | Кија Малвертон       | Аустралија       | 4:53.82        |                |
| 20. | 1     | 4     | Гвин Аплџин          | Кинески Тајпеј   | 5:00.08        |                |
| 21. | 1     | 3     | Карин Белбеиси       | Јордан           | 5:20.71        |                |
| –   | 1     | 5     | Николета Трњикова    | Словачка         | Није наступила | Није наступила |

## Финале
Финална трка је пливана 18. фебруара са почетком од 20.19 часова по локалном времену.
| Пл. | Стаза | Пливачица           | Репрезентација   | Време   | Нап. |
| --- | ----- | ------------------- | ---------------- | ------- | ---- |
|     | 3     | Фреја Колберт       | Велика Британија | 4:37.14 |      |
| 2   | 2     | Анастасија Горбенко | Израел           | 4:37.36 | НР   |
| 3   | 8     | Сара Франчески      | Италија          | 4:37.86 |      |
| 4.  | 5     | Ања Цревар          | Србија           | 4:38.93 |      |
| 5.  | 1     | Богларка Капаш      | Мађарска         | 4:39.78 |      |
| 6.  | 6     | Сиријел Дуамел      | Француска        | 4:41.95 |      |
| 7.  | 4     | Теса Чеплуча        | Канада           | 4:43.02 |      |
| 8.  | 7     | Ичика Каџимото      | Јапан            | 4:43.61 |      |